# Saale-Orla-Kreis
Saale-Orla-Kreis este un Kreis în landul Turingia, Germania. 